# Janez Kalan
Janez (Evangelist) Kalan, slovenski rimskokatoliški duhovnik, urednik in pisatelj, * 20. oktober 1868, Suha, Škofja Loka, † 27. april 1945, Ljubljana.

## Življenjepis
Rodil se je očetu Matiji in materi Ani (rojena Bergant). Kalan je obiskoval ljudsko šolo v Šofji Loki, nato od 1879 do 1887 gimnazijo in od 1887 do 1891 teologijo v Ljubljani. V duhovnika je bil posvečen  1891, nato je bil od leta 1891 do 1893 kaplan v Dolu pri Ljubljani in od 1893 do 1900 v Kamniku. Od leta 1900 do 1904 je bil  stolni vikar v Ljubljani ter od 1904 do 1908 župnik v Zapogah.
Da bi se mogel popolnoma posvetiti delu za verski dvig ljudstva je bil od 1903 do 1924 škofijski voditelj v boju proti alkoholizmu, zato se je 1908 odpovedal župniji. Leta 1903 je ustanovil nabožni mesečnik Bogoljub in ga urejal do konca 1924, ko je odšel med slovenske delavce v Porenje in Vestfalijo, še pred tem je 1923  misijonaril med slovenskimi izseljenci v južni Srbiji. Kalan je bil tudi pisatelj, ki je napisal več knjig.

## Delo
Kalan je leta 1903 ustanovil protialkoholno zvezo Sveto vojsko, katere delo je širil v listih Zlati dobi (1910–1920) in Prerodu (od 1922). Leta 1916 je z A. Mrkunom ustanovil karitativno zvezo Dobrodelnost. Še pred tem je 1913  začel izdajati duhovniški stanovski list Vzajemnost katerega urednik je bil do 1924. Razen v listih, katerim  je bil sam urednik, je mnogo pisal tudi v Slovenca in Domoljuba.